# Беванж-сюр-Аттерт (комуна)
Беванж-сюр-Аттерт (люксемб. Béiwen-Atert, фр. Boevange-sur-Attert, нім. Böwingen) — комуна Люксембургу. Входить до складу кантону Мерш в окрузі Люксембург.

## Географія
Площа території комуни становить 18,87 км² (64-е місце за цим показником серед 116 комун Люксембургу).
Найвища точка комуни над рівнем моря — 393 метрів (66-е місце за цим показником серед комун країни), найнижча — 225 метрів (41-е місце).

## Демографія
Станом на 2011 рік на території комуни мешкало 2 000 ос.
Динаміка чисельності населення: